# Aracitaba
Aracitaba este un oraș din unitatea federativă Minas Gerais, Brazilia.